# 土合口駅 (新潟県)
土合口駅（どあいぐちえき）は、かつて新潟県長岡市学校町に存在した、越後交通栃尾線の駅である。1973年（昭和48年）4月16日、栃尾線の部分廃止により廃駅となった。

## 駅構造
無人駅。1面1線。ホーム上には上屋の待合室が建っていた。

## 歴史
- 1953年（昭和28年）7月15日 - 栃尾鉄道により新設される。
- 1956年（昭和31年）11月20日 - 社名変更に伴い栃尾電鉄の駅となる。
- 1960年（昭和35年）10月1日 - 長岡鉄道、中越自動車との3社合併により越後交通の駅となる。
- 1973年（昭和48年）4月16日 - 栃尾線の悠久山 - 長岡間部分廃止により廃駅となる。

## 駅跡
スーパーマーケット「マルイ」の向かいにある遊歩道の始点（冒頭の写真）が駅跡。ちょうど土合口バス停がある。現在の遊歩道の右端にホームがあった。

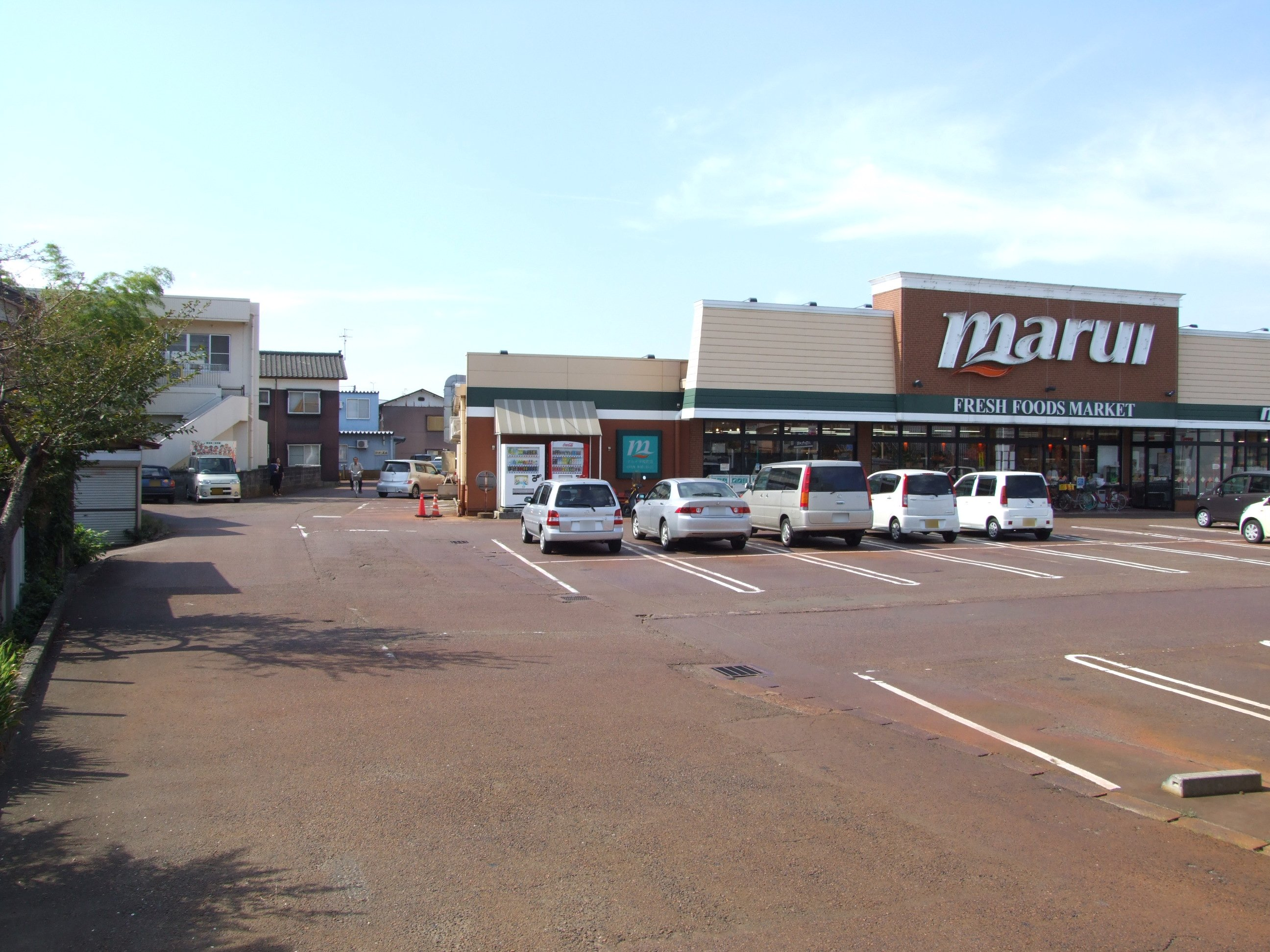
土合口駅跡地の近くに建つマルイ学校町店。左側の通路が線路跡。上見附側を望む。（2011年9月16日）

## 駅周辺
2011年現在の周辺施設は以下のとおり。
- 長岡市市民体育館
- 長岡市立四郎丸小学校
- 法秀寺

## 隣の駅
越後交通
栃尾線（廃止）
長倉駅 - 土合口駅 - 大学前駅